# Sandalus mystacinus
Sandalus mystacinus is een keversoort uit de familie Rhipiceridae. De wetenschappelijke naam van de soort is voor het eerst geldig gepubliceerd in 1794 door Fabricius.